# Oreobates madidi
Espèce
Synonymes
- Eleutherodactylus madidi Padial, Gonzáles & De la Riva, 2005

Statut de conservation UICN

 LC  : Préoccupation mineure
Oreobates madidi est une espèce d'amphibiens de la famille des Craugastoridae.

## Répartition
Cette espèce est endémique de la province de Franz Tamayo dans le département de La Paz en Bolivie. Elle se rencontre dans la Serrania Eslabon entre 900 et 1 500 m d'altitude.

## Description
Oreobates madidi mesure de 28 à 33 mm.

## Étymologie
Cette espèce est nommée en référence au lieu de sa découverte, l'Area Natural de Manejo Integrado Madidid.

## Publication originale
- Padial, Gonzáles & De la Riva, 2005 : A new species of the Eleutherodactylus discoidalis group (Anura: Leptodactylidae) from Andean humid montane forests of Bolivia. Herpetologica, vol. 61, no 3, p. 318-325.